# 伊维萨
伊维萨（西班牙語：Ibiza，西班牙語發音：[iˈβiθa]；加泰隆尼亞語： (1986年恢复)，加泰隆尼亞語發音：[əjˈvisə]）是一座西班牙城市，位于巴利阿里群岛自治区伊维萨岛的东南海岸。伊维萨分为两个部分：老城，称为“上城”（D'Alt Vila），位于海边的小山上，新城，称为“扩展区”（Eixample）。在老城顶部有14世纪的伊维萨圣母（Santa Maria d'Eivissa）主教座堂，还有莫林斯的布匿墓地。
伊维萨市拥有人口44,114人（2007年），是伊维萨岛和松树群岛（Illes Pitiüses，包括伊维萨岛和福门特拉岛）的首府和人口最多的居民点。
伊维萨以其奢侈的夜生活举世闻名。伊维萨岛上最豪华的两个夜总会，Pacha和El Divino，都位于伊维萨市内，而Space紧靠伊维萨的南侧，靠近机场。

## 图片

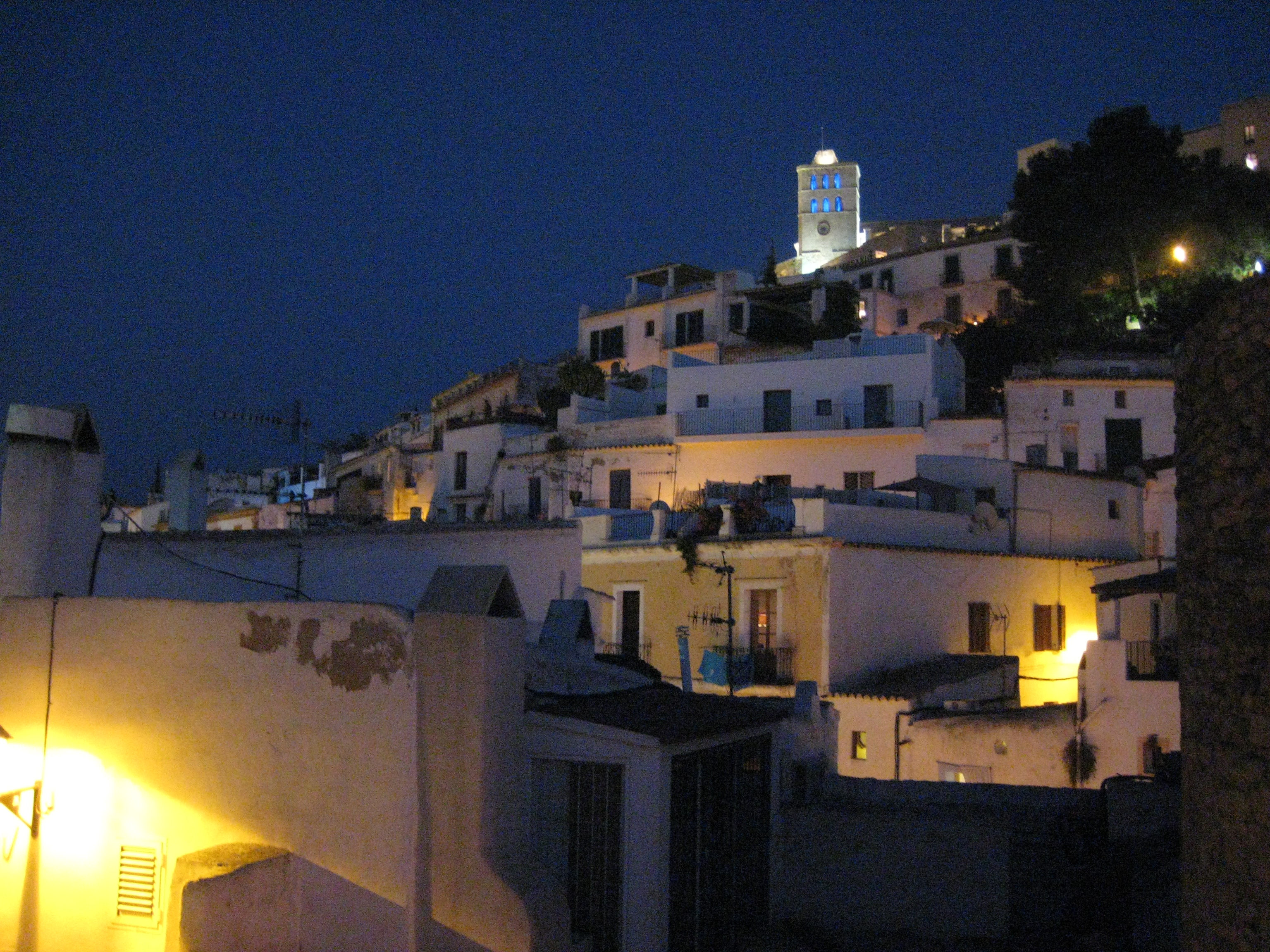
夜景